# Alden Holloway
Alden „Shorty“ Holloway war ein US-amerikanischer Country-Musiker und Gitarrist.

## Leben
Alden Holloway, auch Aldon Holloway, war in erster Linie ein Country-Musiker, der in den 1950er-Jahren hoch im Norden im Bundesstaat Washington auftrat. Bereits 1944 hatte er eine Stelle als DJ beim Sender KNET in Palestine, Texas. Im Radio war er außerdem unter anderem auf KPKW und auf KWIE zu hören und trat im ganzen Bundesstaat mit seinen Prairie Riders auf. 1958, als der Rock ’n’ Roll Einzug in die Haushalte hielt, nahm Holloway die beiden Songs Loving Is My Business und Chiquita auf, die er bei Stardays Package-Deal-Serie veröffentlichen ließ. Die Resonanz muss vielversprechend gewesen sein, da Starday Holloway eine zweite Single, Blast Off / Swinging The Rock, für ihr Sublabel Dixie Records aufnehmen ließ. Holloway nahm ebenfalls Four Star Records’ Custom-Service in Anspruch, denn auch dort veröffentlichte er auf dem Northwest-Label eine Single. Danach kam Holloway wieder zur Country-Musik. Er nahm noch weitere Country-Songs auf.

## Diskografie
| Jahr                    | Titel | Plattenfirma        |
| ----------------------- | --- | ------------------- |
| 1958                    | Loving Is My Business / Chiquita                                                                               | Starday 45-714      |
| 1959                    | Blast Off / Swinging The Rock (Instr.)                                                                         | Dixie 45-2020       |
|                         | Beaumont Blues / Rabbit Ears                                                                                   | Northwest OP-214X45 |
| 1968                    | Walking the Blues Away / Oklahoma Sweetheart                                                                   | Big Sound           |
| Unveröffentlichte Titel | |                     |
|                         | - Butterflies In My Heart - Cotton Pickin’ Boogie - I’m a Married Man - Red Rose of Arkansas - Telephone Blues | [Status unbekannt]  |